# Villard-Léger
Villard-Léger är en kommun i departementet Savoie i regionen Auvergne-Rhône-Alpes i sydöstra Frankrike. Kommunen ligger i kantonen Chamoux-sur-Gelon som tillhör arrondissementet Chambéry. År 2022 hade Villard-Léger 436 invånare.

## Befolkningsutveckling
Antalet invånare i kommunen Villard-Léger
| Referens: INSEE |